# Оррико, Стейси
Стейси Оррико (англ. Stacie Orrico, род. 3 марта 1986) — американская певица. Наиболее известна по своим альбомам начала 2000-х годов, в которых смешивала песни в жанре христианской поп-музыки с тин-попом и ар-эн-би.
Родилась в Сиэтле 3 марта 1986 года в семье христианских миссионеров. У неё четверо братьев и сестёр, она не самая старшая и не самая младшая.
Потом семья переехала в город Денвер в штате Колорадо, и там Стейси начала брать уроки фортепиано и петь.
В 1998 году, когда ей было 12, она выиграла главный приз в категории вокала на Семинаре христианских исполнителей в Эстес-Парке. Этот успех дал начало её карьере в шоу-бизнесе. Человек с лейбла ForeFront Records, присутствовавший на конкурсе, предложил ей контракт.
В итоге она подписала контракт с лейблом ForeFront Records, и в 2000 году у неё вышел первый альбом, который назывался Genuine. Музыкальный сайт AllMusic определяет его жанр как христианский поп с оттенками ар-эн-би и пишет, что критики сравнивали его по стилю одновременно с Кристиной Агилерой и Лорин Хилл. На первом альбоме Стейси написала или принимала участие в написании трёх песен. в том числе выпущенной как первый сингл с него песни «Don’t Look at Me».
В 2001 году у певицы вышел рождественский мини-альбом с шестью песнями. Потом она поехала в турне по США с Destiny’s Child (выступала на их концертах на разогреве). В этом туре она познакомилась Мэттью Ноулзом, который в 2002 году предложил ей контракт с Virgin Records.
В 2003 году на Virgin Records у неё вышел новый альбом, который назывался просто Stacie Orrico. С ним она добилась уже настоящей славы. Её клипы были среди самых популярных на MTV, попадая в сегмент Total Request Live, она была номинирована на «Грэмми», съездила в своё собственное мировое турне.
На тот момент Оррико была ещё подростком, и в какой-то момент она решила, что не может больше выдерживать постоянное давление и бешеный ритм жизни, который музыкальная индустрия заставляла популярных исполнителей поддерживать. Она решила отдохнуть от всего и вернулась домой к семье в Сиэтл, где устроилась на работу в ресторан.
В начале 2007 года она вернулась на сцену с новым альбомом Beautiful Aeakening. На этот раз она уже была соавтором большинства песен.